# Carlo Aru
Carlo Aru (Cagliari, 4 novembre 1881 – Torino, 5 maggio 1954) è stato uno storico dell'arte italiano.

## Biografia
Studiò Lettere all'Università di Roma dove conseguì la laurea nel 1905. Nel 1909 fu nominato ispettore presso la Soprintendenza ai monumenti della Sardegna e nel 1920 divenne direttore dell'Istituto d'Arte medievale e moderna della Sardegna..  In seguito, divenuto soprintendente ai monumenti, si occupò di importanti restauri, tra i quali il trasferimento della Chiesa di San Pietro di Zuri,  e del riordino del museo artistico di Cagliari.
Dal 1924 fu anche docente di Storia dell'Arte, iniziando ad insegnare nell'ateneo di Cagliari, proseguendo in altre sedi universitarie e divenendo infine, nel 1949, presidente dell'Accademia Albertina di Belle Arti.
Nel 1930, nominato sopraintendente all'Aquila, lasciò la Sardegna. Dopo aver ricoperto lo stesso ruolo in via provvisoria prima ad Ancona e poi a Bari, nel 1934 si stabilì a Torino con l'incarico di Soprintendente alle Gallerie per il Piemonte che tenne fino al pensionamento.
A Torino si distinse per il riordino della Galleria Sabauda e per aver salvaguardato il patrimonio artistico torinese nel corso della seconda guerra mondiale, ricevendo poi, come benemerenza, una medaglia d'oro della Presidenza della Repubblica. In tali attività fu affiancato da Noemi Gabrielli che lo sostituì nel 1952 dopo il pensionamento. Si occupò inoltre del restauro della Sagra di San Michele e di alcuni castelli valdostani.
Mancò di morte improvvisa a Torino, all'età di 72 anni.

## Opere
- Carlo Aru, La pittura sarda nel rinascimento, tip. Giovanni Ledda, 1º gennaio 1924. URL consultato il 5 gennaio 2016.
- Carlo Aru, Chiese pisane in Corsica: contributo alla storia dell'architettura romanica, E. Loescher, 1º gennaio 1908. URL consultato il 5 gennaio 2016.
- Carlo Aru, Un'arte che muore e un museo che nasce, Luzzatti, 1º gennaio 1933. URL consultato il 5 gennaio 2016.
- Carlo Aru, San Pietro di Zuri, Iskra, 1º gennaio 1926, ISBN 9788890136771. URL consultato il 5 gennaio 2016.
- Carlo Aru, Colantonio, ovvero Il maestro della annunciazione di Aix, Casa editrice d'arte Bestetti & Tumminelli, 1º gennaio 1931. URL consultato il 5 gennaio 2016.
- (FR) Carlo Aru e Et De Géradon, La Galerie Sabauda de Turin, De Sikkel, 1º gennaio 1952. URL consultato il 5 gennaio 2016.